# Square du Docteur-Navarre
Le square du Docteur-Navarre est un square du 13e arrondissement de Paris.

## Situation et accès
Le site est accessible par la place du Docteur-Navarre.
Il est desservi par la ligne 14 à la station Olympiades.